# Nurse Angel Ririka SOS
Nurse Angel Ririka SOS (яп. ナースエンジェルりりかSOS На:су эндзэру Ририка Эсу О: Эсу, Медсестра-ангел Ририка SOS) — манга в жанре махо-сёдзё, автором которой является Ясуси Акимото, а иллюстратором — Кои Икэно. Изначально выпускалась издательством Shueisha в ежемесячном магазине Ribon в 1995—1996 годах.
Позже на основе сюжета манги студией Studio Gallop был выпущен аниме-сериал, который транслировался по телеканалу TV Tokyo с 7 июля 1995 по 8 марта 1996 года. Всего было выпущено 35 серий аниме.

## Сюжет
Ририка Мория, ученица 4 класса начальной школы, влюбляется в ученика из Англии Нодзому Кано. В свой 10-й день рождения Ририка получает волшебную шапочку, которая может превращать её в медсестру-ангела. Кано объясняет, что его настоящее имя — Канон, и он прибыл с параллельной планеты, которая была захвачена злой организацией «Джокер». Эта организация хочет найти легендарную медсестру-ангела, которой предначертано найти цветок жизни и спасти Землю и параллельную Землю от уничтожения. К Ририке присоединяются новые друзья, которые помогут достичь ей главной цели — спасти миры.

## Список персонажей
Ририка Мория (яп. 森谷 りりか Мория Ририка) — главная героиня, весёлая девушка, которая мечтает стать медсестрой, когда вырастет. Учится в четвёртом классе элитной школы. Она живёт вместе со своими родителями, бабушкой и младшим братом. Чтобы превратиться в ангела, Ририка использует заклинание. После превращения Ририка выглядит старше. Её главное оружие — дубинка, с помощью которой она может наносить сильные удары. Также Ририка может исцелять магией и делать из цветка жизни зелёную вакцину.
Сэйю: Каори Асо
Сэйя Удзаки (яп. 宇崎 星夜 Удзаки Сэйя) — сосед, одноклассник и друг детства Ририки. Он тоже желает стать врачом. Любит видеоигры и игровые виды спорта. Очень привязан к Ририке и готов пойти на всё ради её защиты. Поначалу не знает о тайне Ририки, но позже начинает помогать ей. Во время битвы использует боевой костюм.
Сэйю: Акира Исида
Нодзому Кано (яп. 加納 望 Кано: Нодзому) — посланник из параллельного мира. Его настоящее имя — Канон. Его цель — найти медсестру-ангела и цветок жизни. На Земле он становится учеником 6 класса в школе, где учится Ририка, и становится её наставником. В аниме он очень угрюмый и почти никогда не улыбается. Попал под действие чёрной смертоносной вакцины и, отказавшись от лечения зелёной вакциной, умер, но был воскрешён Тёмными Джокерами для своих целей. В конце концов Ририка возвращает его обратно в его мир.
Сэйю: Хидэхиро Кикути
Принцесса Елена (яп. ヘレナ王女 Хэрэна О:дзё) — правительница параллельной Земли. Она послала Канона в поисках медсестры-ангела. Посредством телепатии может входить в контакт с Ририкой. Состояние параллельного мира сказывается на здоровье королевы. Канон является её другом детства и любимым.
Сэйю: Юри Амано
Карин Мидзухара (яп. 水原 花林 Мидзухара Карин) — лучшая подруга и одноклассница Ририки. В школе она часто общается с ней и Анной. Очень пылкая и темпераментная девушка. Посещает популярные закусочные, где, по её мнению, можно найти «крутых парней».
Сэйю: Каору Судзуки
Анна Кадзами (яп. 風見 安奈 Кадзами Анна) — близкая подруга и одноклассница Ририки. Она полная противоположность Карин, очень скромная и вежливая девушка. Даёт советы относительно отношений.
Сэйю: Асудза Накао
Миюки Кувано (яп. 桑野 みゆき Кувано Миюки) — одноклассница Ририки, дочь директора больницы. Часто хвастается, но на самом деле чувствует себя очень одинокой. Её отец, погружённый в работу, редко заботится о ней. Миюки очень не любит собак. От зависти часто любит портить ситуации Ририке.
Сэйю: Эмико Мацуока
Дьюи (яп. デューイ Дю:и) — бывший член Тёмных Джокеров. Его тело не чувствует боли. Однажды он спас Ририку, а в дальнейшем начал помогать главным героям. Постепенно меняется, становится добрее. В сиквеле манги становится командиром императорской гвардии принцессы Елены и близким другом Канона.
Сэйю: Юрико Футидзаки

## Аниме
На основе сюжета манги студией Studio Gallop был выпущен аниме-сериал, который транслировался по телеканалу TV Tokyo с 7 июля 1995 по 8 марта 1996 года. Всего было выпущено 35 серий аниме.
Несмотря на комедийность аниме, в нём очень важную роль играют темы смерти и самопожертвования.

### Музыка
Начальные композиции аниме:
1. «Koi wo Suru Tabi ni Kizutsukiyasuku» (яп. 恋をするたびに傷つきやすく… Кой во суру таби ни кидзуцукиясуку, «Влюблённое сердце ранимо») Суирэй (серии 01-26)
2. «Doo ni ka Koo ni ka» (яп. どーにかこーにか До: ни ка ко: ни ка, «Так и сяк») Эйко Минами (серии 27-35)

Завершающие композиции аниме:
1. «Ririka SOS» (яп. りりかSOS Ририка Эсу О: Эсу, «Ририка SOS») Каори Асо (серии 01-23)
2. «Egao wo Wasurenai» (яп. 笑顔を忘れない Эгао во васурэнай, «Не забуду улыбку») Каори Асо (серии 24-35)

## Мюзикл
Через три недели после завершения показа аниме в его таймслоте были показаны три серии мюзикла по нему с Канако Ириэ в роли Ририки:
1. Where is the Flower of Life? (яп. 命の花はどこに Иноти но хана ва доко ни, «Где цветок жизни»)
2. Say, Please Remember (яп. ねえ 思い出して  Нээ омоидаситэ, «Прошу, вспомни»)
3. Because You're Always at My Side (яп. いつもそばにいるから Ицумо соба ни иру кара, «Потому что ты всегда рядом»)